# آنتیفون
آنتیفون رامنوس (/ˈæntɪfɒn،ən/؛ یونانی: Ἀντιφῶν ὁ Ῥαμνούσιος؛ ۴۸۰–۴۱۱ پیش از میلاد) اولین نفر از ده سخنور آتیکی، و شخصیت مهم سیاسی و فکری آتن در قرن پنجم پیش از میلاد بود.
در مورد این‌که آیا آثار سوفسطایی آنتیفون و رساله‌ای در تفسیر رؤیاها توسط آنتیفون خطیب نوشته شده‌است یا این‌که توسط شخصی جداگانه به نام آنتیفون سوفسطایی نوشته شده‌است، عدم قطعیت و مناقشه وجود دارد. این مقاله فقط به شرح حال و آثار سخنورانه آنتیفون خطیب می‌پردازد.

## زندگی
آنتیفون دولت‌مردی بود که حرفه او فن بیان بود. او در امور سیاسی آتن فعال بود و به‌عنوان حامی جدی حزب الیگارشی، مسئول کودتای آتن در سال ۴۱۱ بود. پس از مدت کوتاهی از احیای دموکراسی، او به خیانت متهم شد، و به اعدام محکوم شد. توسیدید مهارت‌ها، نفوذ و شهرت آنتیفون را این‌گونه توصیف می‌کند:
... کسی که کل ماجرا [کودتای ۴۱۱] را هماهنگ کرد، و راه را برای آن فاجعه آماده کرد، و بیشترین فکر را در این زمینه داشت. آنتیفون یکی از بهترین مردان زمان خود در آتن بود. که با سری پر از تدبیر و زبانی که قادر بود آن‌ها را توصیه کند، با خواست خود در مجلس یا در صحنه عمومی حاضر نمی‌شد و به‌دلیل شهرت به زیرکی، مورد بدبینی بسیاری قرار می‌گرفت. و کسی بود که به بهترین وجه می‌توانست در دادگاه یا در مقابل مجلس به کسانی‌که نظر او را می‌خواستند کمک کند. در واقع، هنگامی که او را به اتهام نگرانی در ایجاد همین دولت محاکمه کردند، و هنگامی که چهارصد نفر سرنگون شدند و مردم به سختی با آن‌ها برخورد کردند، بهترین دفاع را انجام داد؛ که به نظر می‌رسید بهترین دفاع از خود باشد.— توسیدید، «تاریخ» 8.68
آنتیفون را ممکن است بنیان‌گذار خطابه‌های سیاسی بدانند، اما او هرگز مردم را خطاب نکرد مگر در محاکمه‌اش. بخش‌هایی از سخنان او در دفاع از سیاست، توسط جی. نیکوا در سال ۱۹۰۷ و از یک پاپیروس مصری ارائه شده‌است.
کسب و کار اصلی او گفتارنویسی (لوگوگرافی) بود، که سخنرانی‌نویسی حرفه‌ای است. او برای کسانی که احساس می‌کردند صلاحیت رسیدگی به پرونده‌های خود را ندارند - همه طرف‌های منازعه موظف به انجام این کار بودند - می‌نوشت. پانزده سخنرانی آنتیفون موجود است: دوازده تمرین صرفاً مدرسه‌ای در مورد روش‌های بحث در مورد موضوعات حساس است که یک چهارگانه است، و هر چهارگانه شامل دو سخنرانی برای پیگرد و دفاع است (اتهام، دفاع، پاسخ، پاسخ متقابل). و یک سخنرانی به فرآیندهای قانونی واقعی اشاره دارد. همه تمرین‌ها با مورد آدم‌کشی سروکار دارند. همچنین گفته می‌شود که آنتیفون هنر بلاغت را ساخته‌است.

## فهرست سخنان
این لیستی از سخنان موجود آنتیفون است:
1. در برابر نامادری برای مسمومیت؛ (متن انگلیسی)،Φαρμακείας κατὰ τῆς μητρυιᾶς
2. چهارگانه اول: دادستان ناشناس برای قتل؛ (متن انگلیسی)، Κατηγορία φόνου ἀπαράσημος
3. چهارگانه دوم: پیگرد قانونی برای قتل تصادفی؛ (متن انگلیسی)، Κατηγορία φόνου ἀκουσίου
4. چهارگانه سوم: پیگرد قانونی برای قاتلی که از خود دفاع دعا می‌کند؛ (متن انگلیسی)، (Κατηγορία φόνου κατὰ τοῦ λέγοντος ἀμύνασθαι)
5. در قتل هرودس؛ (متن انگلیسی)، (Περὶ τοῦ Ἡρῷδου φόνου)
6. در باب رقص‌ها؛ (متن انگلیسی)، Περὶ τοῦ χορευτοῦ